# Zuberec
Zuberec je naseljeno mjesto u okrugu Tvrdošín u Žilinskom kraju u Slovačkoj.

## Stanovništvo
| Godina:     | 1993. | 2003.   | 2013.   | 2023.   |
| ----------- | ----- | ------- | ------- | ------- |
| Broj ljudi: | 1661  | 1814    | 1837    | 1945    |
| Razlika:    |       | +9,21 % | +1,26 % | +5,87 % |

| Godina:     | 2022. | 2023.   |
| ----------- | ----- | ------- |
| Broj ljudi: | 1950  | 1945    |
| Razlika:    |       | -0,25 % |

Prema podatcima o broju stanovnika iz 2023. godine naselje je imalo 1945 stanovnika.

## Vanjske poveznice
|  | Zajednički poslužitelj ima još gradiva o temi Zuberec |

- Službena stranica naselja (sl.)